# Corinnomma plumosa
Corinnomma plumosa är en spindelart som först beskrevs av Tord Tamerlan Teodor Thorell 1881.  Corinnomma plumosa ingår i släktet Corinnomma och familjen flinkspindlar. Inga underarter finns listade i Catalogue of Life.